# Zákopová horečka
Zákopová horečka je horečnaté onemocnění způsobené bakterií Bartonella quintana. Toto onemocnění bylo poprvé popsáno v průběhu 1. světové války, kdy jí onemocnělo přibližně 1 milion vojáků na všech frontách. V nynější době se objevuje jako tzv. urban trench fever. Výskyt onemocnění je v současnosti sporadický po celém světě. Mezi rizikové faktory patří nízká socioekonomická úroveň. Hlavním přenašečem bakterie Bartonella quintana je veš šatní (pediculus humanus corporis).

## Klinický obraz
Inkubační doba v rozsahu 5-20 dní je následována jedním ze čtyř typických příznaků:
- solitární epizoda horečky
- krátkodobá horečka trvající typicky méně než jeden týden
- epizody horečky trvající přibližně 5 dní proložené asymptomatickými 5 denními intervaly ("quintan fever")
- perzistující a vysilující horečnaté onemocnění trvající asi 1 měsíc

Přes vážnost onemocnění je mortalita nízká. Onemocnění je doprovázeno řadou dalších nespecifických symptomů jako horečka, ztráta hmotnosti, bolest hlavy a dolních končetin. Choroba je často diagnostikována asymptomatickou chronickou bakterémií.

## Terapie
Slabší formy se mohou léčit doxycyklinem. Pacienti s chronickou bakterémií by měli být léčeni kombinací doxycyklinu a gentamicinu k prevenci endokarditidy.